# Limopsis aurita
Limopsis aurita is een tweekleppigensoort uit de familie van de Limopsidae. De wetenschappelijke naam van de soort is voor het eerst geldig gepubliceerd in 1814 door Brocchi.
Fossiel (Mioceen)

Rechter klep
Linker klep